# Basalys thomsoni
Basalys thomsoni är en stekelart som först beskrevs av Jean-Jacques Kieffer 1911.  Basalys thomsoni ingår i släktet Basalys, och familjen hyllhornsteklar. Arten är reproducerande i Sverige.